# Laprida (Buenos Aires)
Laprida es la ciudad cabecera del partido homónimo, ubicado en el centro-sur de la provincia de Buenos Aires, Argentina.

## Historia
El partido de Laprida fue fundado el 16 de septiembre de 1889, con tierras que hasta entonces habían pertenecido a los partidos de Coronel Suárez, Benito Juárez y Olavarría. Su nombre es un homenaje al abogado y político Francisco Narciso de Laprida, diputado por la provincia de San Juan y presidente del Congreso de Tucumán cuando se declaró la independencia de la Argentina, el 9 de julio de 1816. El primer trazado de la ciudad fue realizado en 1891.

## Ubicación
Se encuentra a 120 km de Olavarría; a 150 de Azul y a 170 km de Tandil.
Se accede por rutas:
- Desde Buenos Aires: Rutas RN 3, RN 226, RP 76, RP 86.
- Desde La Plata: RP 215, RN 3, RN 226, RP 76, RP 86.

Por ferrocarril:
Desde Plaza Constitución-Bahía Blanca vía Pringles:
- de Capital Federal sale de Plaza Constitución, martes y jueves a las 19.35
- de Bahía Blanca, miércoles y viernes a las 19.00

## Población
Cuenta con 8,840 habitantes (Indec, 2010), lo que representa un incremento del 8% frente a los 8,178 habitantes (Indec, 2001) del censo anterior.
| Gráfica de evolución demográfica de Laprida entre 1895 y 2010 |
|                                                               |
| Fuentes: INDEC                                                |

## Economía
Posee un polo industrial, esta área de promoción es de la instalación de industrias en la ciudad.
Su potencialidad en la cría ovina y en especial la vacuna que evoluciona paulatinamente hacia la complementación con el engorde, las posibilidades de integrar las cuencas avícola y tambera que es posible expandir desde Tandil, el interesante crecimiento de la actividad apícola (aunque los productores locales saquen estacionalmente las colmenas del Partido), la posibilidad de crecimiento en la participación de los cereales y oleaginosas en el P.B.I. agropecuario, y la potencialidad de la actividad forestal, con un costo accesible de la tierra apta, con buenas vías de acceso hacia partidos vecinos que acompañan la tendencia y con un sistema nacional de promoción vigente dan un valor agregado a su economía. (fuente : http://www.cadena103.com.ar/htm/ciudad_de_laprida.htm)

## Turismo

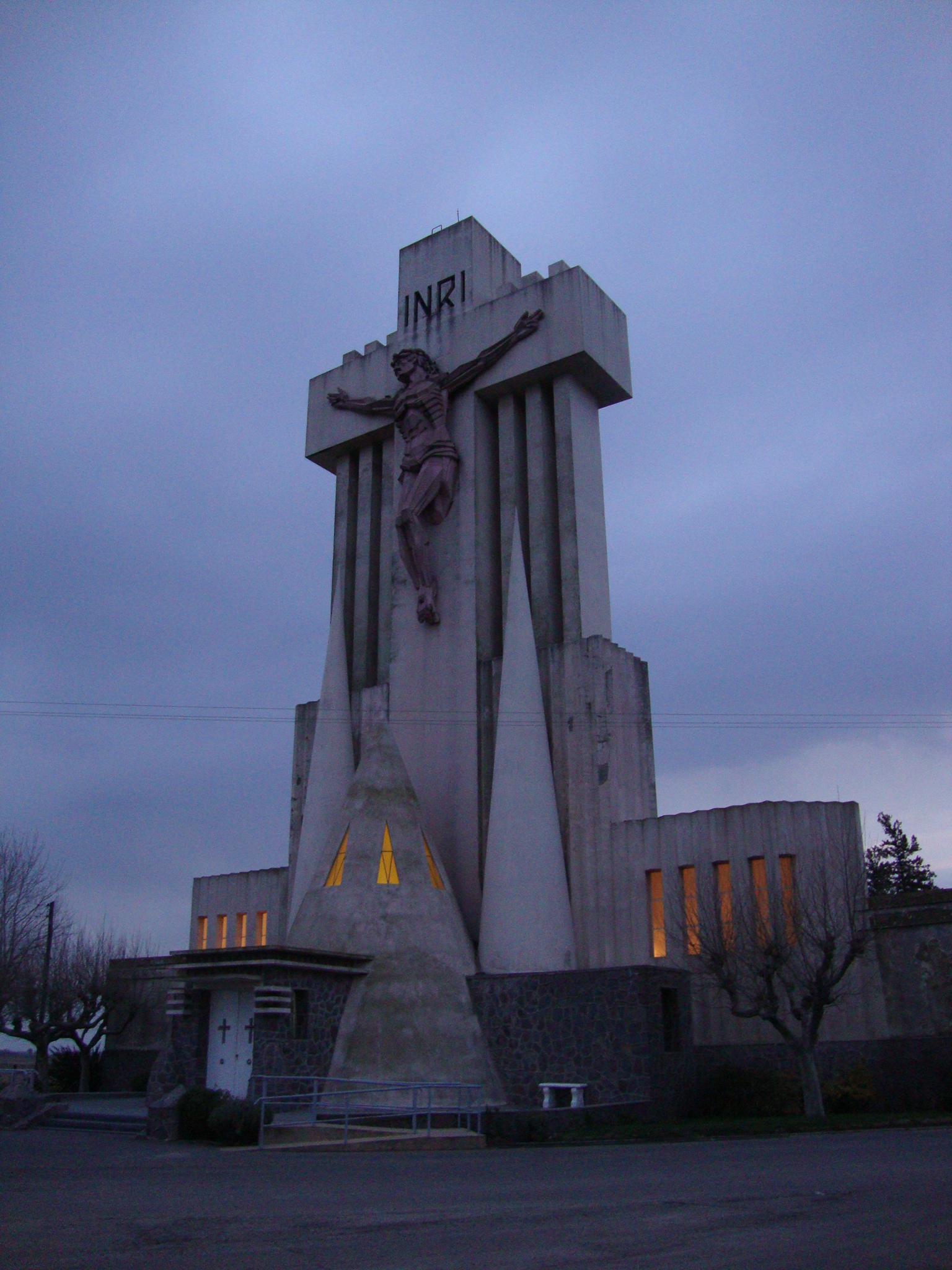
Pórtico del Cementerio, obra del arq. Francisco Salamone

### El cementerio de Laprida
El cementerio de Laprida posee la segunda cruz más alta de Sudamérica, con 30 metros, teniendo en cuenta que la de mayor altura es el Cristo Redentor de Río de Janeiro.
Es una de las grandes obras del arquitecto e ingeniero Francisco Salamone, una de sus más emblemáticas creaciones.

### Museos
El Museo Archivo Histórico Hugo H. Diez cuenta con colecciones de elementos de la historia de Laprida y de la región.

### Pesca
Existe horario para pesca en embarcaciones sin motor y es de "sol a sol": desde las 8:00, en invierno hasta las 18:00. En verano: de las 6 a las 20, en la "Laguna El Paraíso. En "Laguna Quillalauquen" la pesca se desarrolla de viernes a domingo.
La temporada de veda es desde el 15 de septiembre al 15 de noviembre, en esas dos lagunas bajo control del Club de Pesca.
- "Laguna El Paraíso"

A 3 km de la planta urbana. Se siembran alevinos.
- "Laguna Quillalauquen" (que en idioma mapuche o araucano significa "laguna de la Luna", quilla=luna y lauquen=laguna)

A 32 km en dirección a Benito Juárez, por RP 86 y luego por acceso en toscado. Se siembran alevinos durante varios años; se obtienen pejerreyes.
- "Laguna Piorno"

A 10 km al este de Laprida.

## Deportes

### Fútbol
- Club Atlético Jorge Newbery: participa en los torneos de la Liga Lapridense de fútbol con todas sus divisiones. También cuentan con instalaciones en la sede del club, en donde poseen cancha de pelota a paleta, lo cual les permite realizar torneos con participantes locales y regionales.
- Club Atlético Lilan: participa en los torneos de la Liga Lapridense con todas sus divisiones.[8]...como también se puede practicar en las instalaciones del club, hockey femenino y masculino y tennis...los cuales también participan en torneos provinciales y zonales.
- Club Social y Deportivo Juventud: una de las instituciones más representativas de la ciudad, que cuenta con más de 200 niños y jóvenes que participan de los torneos de la Liga Lapridense de Fútbol, y en torneos regionales organizados por Olavarria y Tandil. También cuenta con un grupo de jóvenes chicas llamadas bastoneras...que cada año representan al club en los carnavales y el aniversario del pueblo.
- Club Atlético Platense: milita en torneos regionales junto a otras localidades como Olavarría y Coronel Pringles.

## Lapridenses destacados
- Gabriela Michetti, ex vicepresidenta de la Nación Argentina (2015 - 2019).
- Cristian Bordacahar, futbolista.
- Fabián O. Iriarte, poeta y profesor de la UNMdP.